# Il barbiere di Siviglia
|  | Aquest article tracta sobre l'òpera de Rossini. Si cerqueu la de Paisiello, vegeu «Il barbiere di Siviglia (Paisiello)». |

Il barbiere di Siviglia (en italià; en català representada habitualment com a El barber de Sevilla) és una opera buffa en dos actes de Gioachino Rossini amb un llibret de Cesare Sterbini, basat en la comèdia de 1775 de Pierre Beaumarchais Le Barbier de Séville i el llibret de Il barbiere di Siviglia de Giuseppe Petrosellini. L'estrena amb el títol Almaviva, o sia l'inutile precauzione va tenir lloc el 20 de febrer de 1816, al Teatro Argentina de Roma, enmig d'una tempesta de protestes que van canviar de signe a la segona representació (l'endemà), i que va significar per al compositor l'èxit més grandiós de tota la seva carrera.
Tot i que els partidaris de Paisiello la van xiular durant l'estrena, Il barbiere di Siviglia és considerada avui dia com l'òpera més popular de Rossini i l'opera buffa més famosa de la història. La va compondre en menys de dues setmanes aprofitant l'obertura de dues òperes anteriors. L'obra explica la història del vell rondinaire Bartolo que vol allunyar Rosina de tot pretendent excepte d'un: ell mateix. L'arquetipus del món antic que lluita amb el modern està encarnat pel comte d'Almaviva, amb l'ajuda del barber Figaro. Malgrat tot i tothom finalment triomfarà l'amor, com a tota opera buffa.

## Composició
Rossini va signar un contracte amb el duc Francesco Sforza-Cesarini, empresari propietari del Teatro Argentina de Roma, el 15 de desembre de 1815, en el qual es comprometia a proporcionar una òpera còmica per al proper carnaval de 1816. L'Argentina era el teatre més sumptuós de Roma.

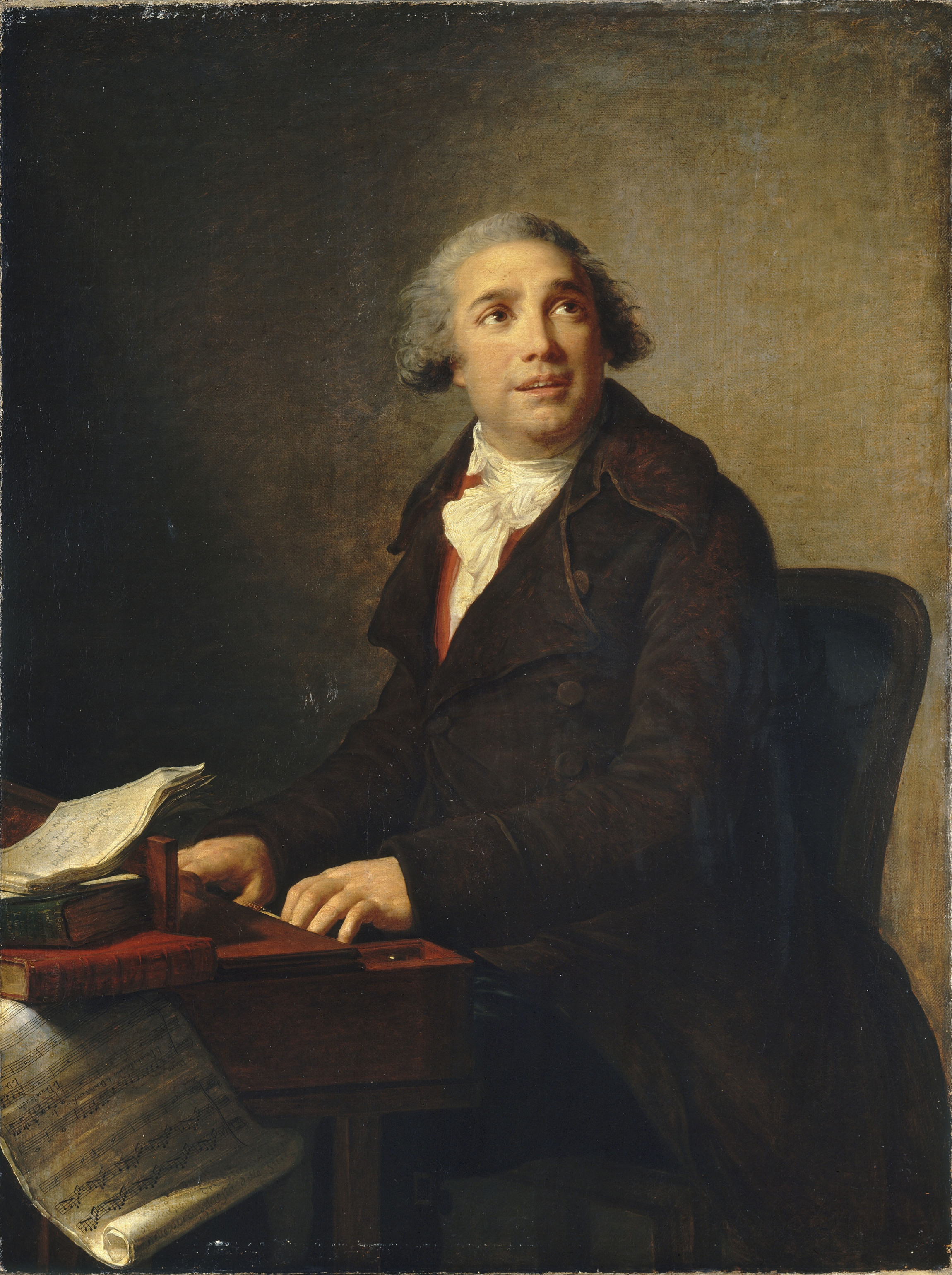
Giovanni Paisiello, autor de l'òpera homònima anterior a la de Rossini

Després de sospesar la possibilitat d'un llibret de Jacopo Ferretti, finalment el duc es va decidir per Cesare Sterbini, el llibretista de Torvaldo e Dorliska, al qual li va demanar que basés el seu treball en la comèdia ben coneguda de Beaumarchais, Le Barbier de Séville (1775). Aquesta comèdia ja havia sigut objecte d'una sèrie de tractaments musicals, entre ells una òpera d'èxit de Petrosellini per a Paisiello que havia estrenat a Sant Petersburg (1782) i que més tard havia posat en escena als teatres d'òpera italiana. Havia aconseguit un èxit rere un altre, que després es desplaçà a tot Europa, arribant per exemple a Catalunya el 1787 al Teatre de la Santa Creu de Barcelona. Una altra amb el mateix nom i argument va ser composta el 1796 per Nicolas Isouard. El compositor parmesà Constantino Dall'Argine va escriure una òpera amb el mateix títol que fou un autèntic fracàs.

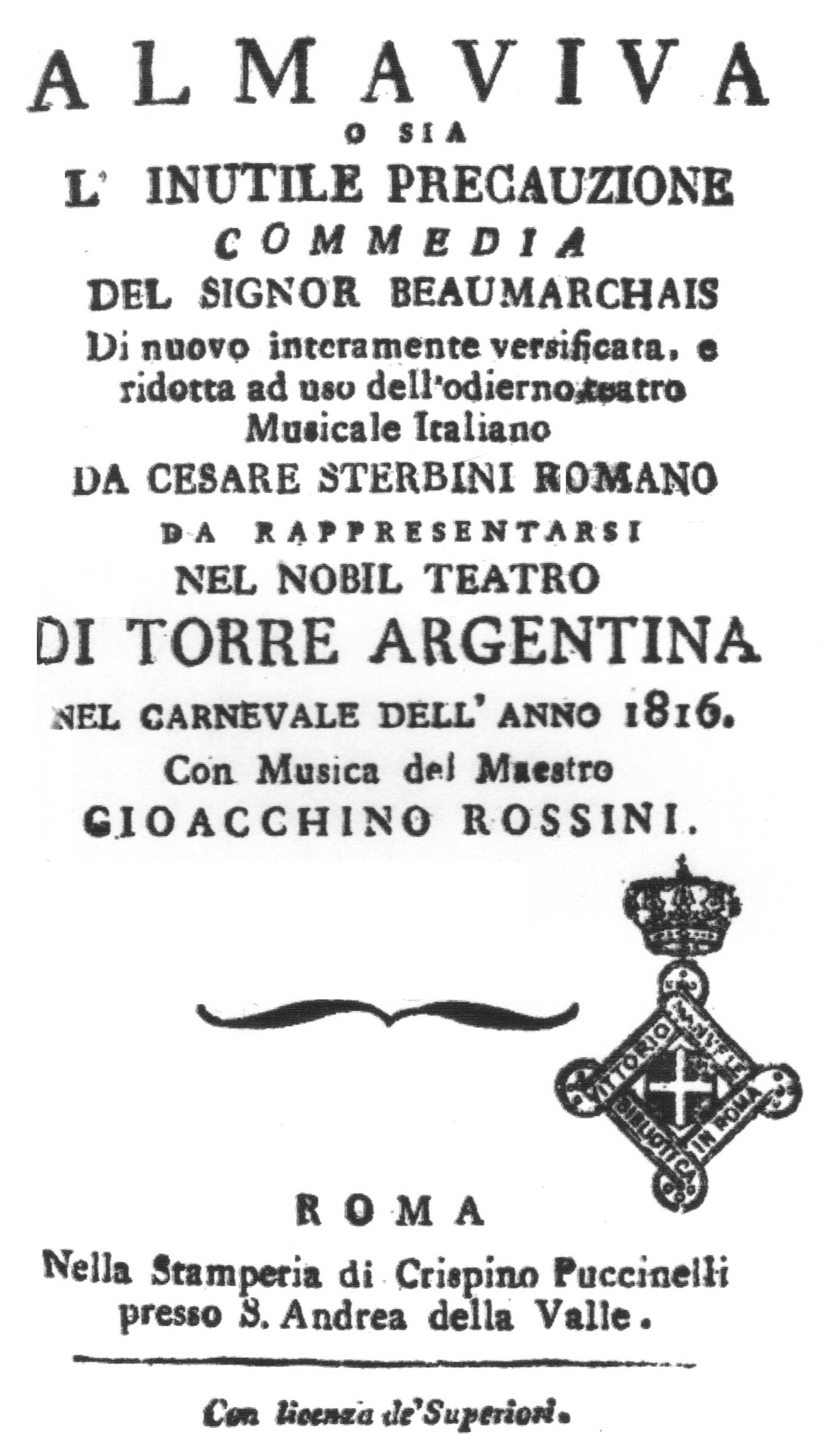
Portada del llibret de l'estrena

L'òpera de Paisiello va subsistir molts anys, va regnar a Europa durant tres dècades com una de les òperes més populars, i es mantenia en l'època de Rossini.

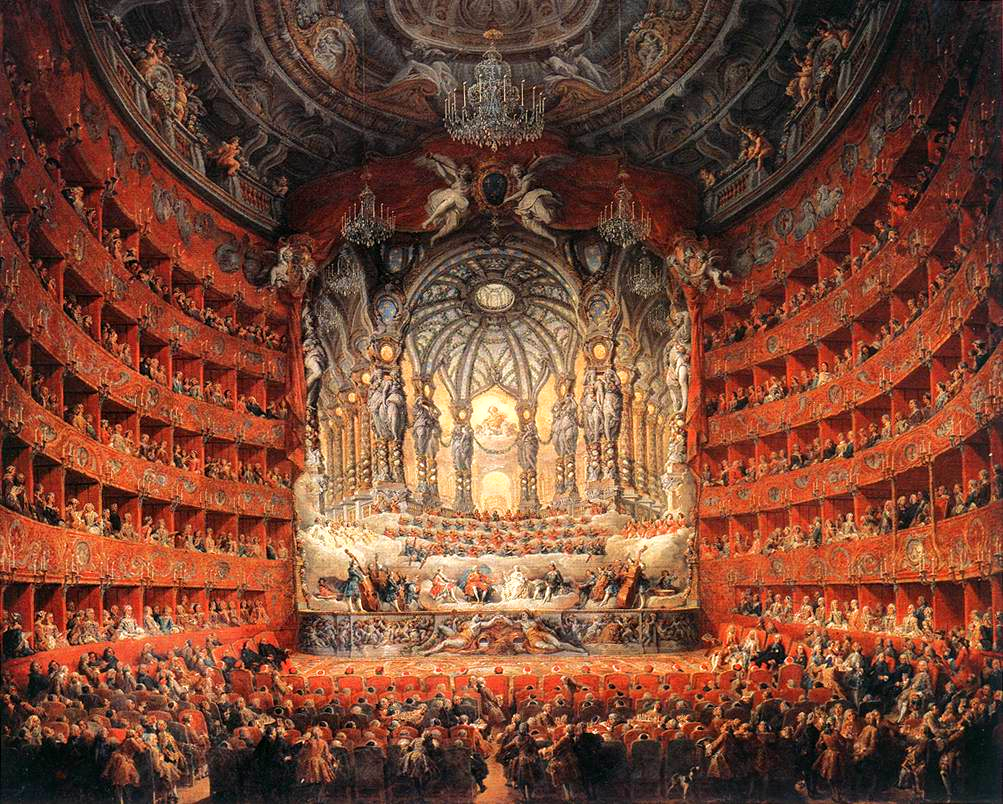
El Teatro Argentina tal com era quan es va estrenar Il barbiere

Quan Rossini va començar la composició de Il barbiere encara no havia complert els vint-i-quatre anys i ja era el compositor més famós d'Itàlia del seu temps, i no faltava gaire perquè també ho fos de tot Europa. I era degut en gran part, almenys fins al moment, per les seves òperes bufes. Aquest gènere comptava amb un segle de tradició a Itàlia, i sobretot a Nàpols. Dos compositors, Paisiello i Cimarosa havien enriquit els elementals espectacles napolitans amb una especial elegància en la instrumentació i amb la generalització dels números de cant de conjunt. També havien introduït un nivell vocal elevat, només apte per veus molt ben dotades.
La famosa obertura va ser presa en realitat de dues òperes anteriors de Rossini, Aureliano in Palmira i Elisabetta, regina d'Inghilterra. El motiu fou que el contracte amb el teatre es va firmar menys de dos mesos abans de la seva estrena.
L'acció se situa a Sevilla, a finals del segle xvii. Quan les prerrogatives de la noblesa i l'obscurantisme de l'Antic Règim comencen a donar pas a la Il·lustració, apuntant ja el germen de la revolució burgesa. Rosina, una noia bella i orfe es troba privada de la seva llibertat. El seu tutor la té tancada a casa i només la deixa anar a missa, amb l'esperança de casar-s'hi algun dia. Ella, però, està enamorada d'un jove comte que farà tot el que estigui a les seves mans per acostar-se a Rosina i casar-s'hi. Tot gràcies a l'ajuda del barber Figaro, el mateix que va inspirar Les noces de Fígaro, cèlebre òpera de Wolfgang Amadeus Mozart. L'òpera de Rossini segueix la primera de les obres de la trilogia de Figaro de Beaumarchais, mentre que l'òpera de Mozart, composta trenta anys abans, el 1786, es basa en la segona part de la trilogia del dramaturg francès. La versió original va ser estrenada per Beaumarchais el 1775 a París, a la Comédie Française del Palau de les Teuleries.

## Representacions

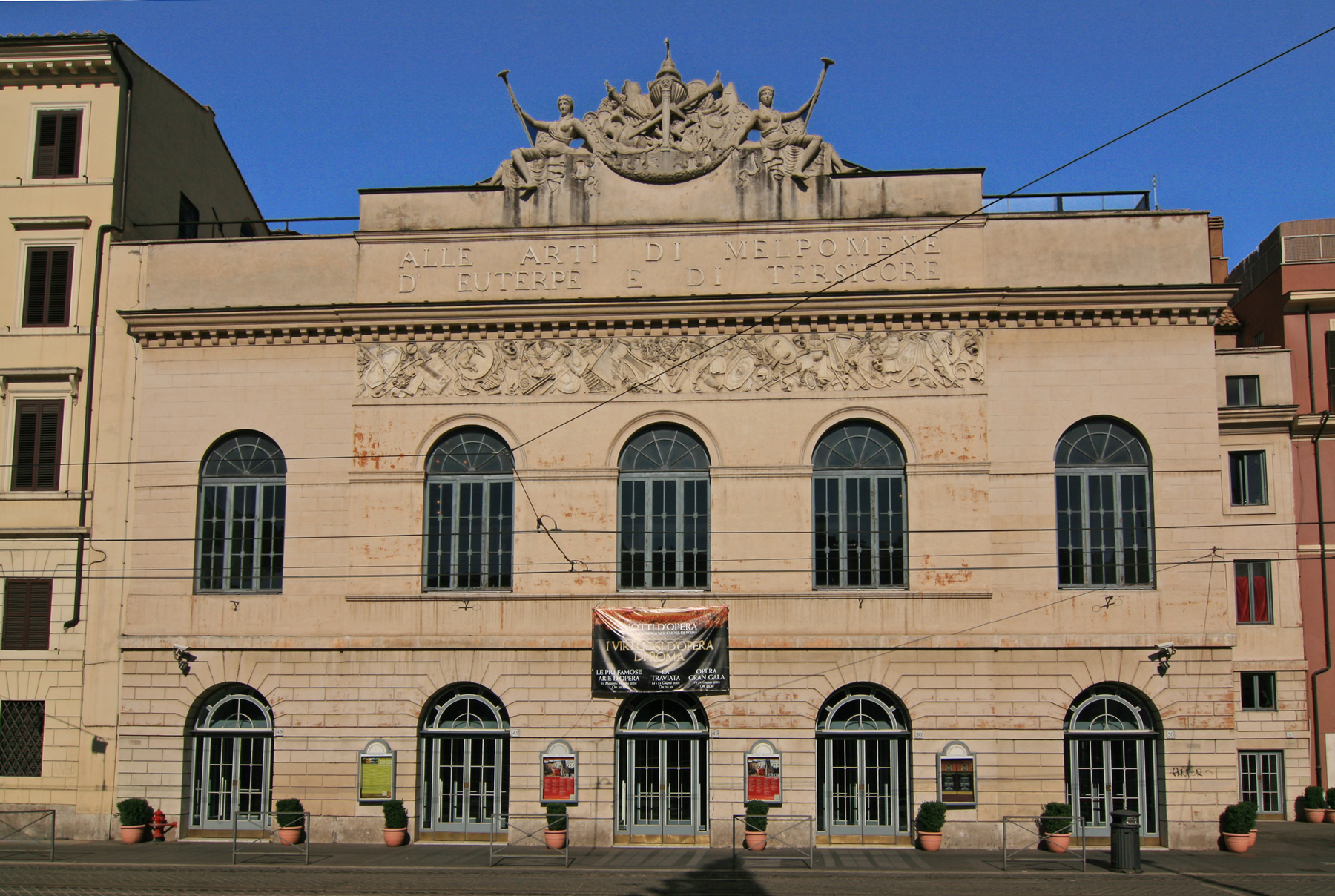
El Teatro Argentina de Roma, on es va estrenar l'òpera

Els seguidors de Paisiello, que havia compost una òpera amb el mateix nom, va mostrar una actitud força agressiva la nit de l'estrena de l'òpera de Rossini.
La companyia de cant no tenia un nivell homogeni. En qualsevol cas es comptava amb la presència del gran tenor Manuel García i un bon bufo, Luigi Zamboni, encara que estava al final de la seva carrera. La part de Rosina fou confiada a Geltrude Righetti-Giorgi, amiga de Rossini, que va rebre una acollida particularment negativa. Potser van convergir diversos factors en el fracàs de l'estrena: la novetat de la música, els incidents escènics (les guitarres estaven desafinades, el cantant va caure i sagnava pel nas, va irrompre un gat sobre l'escenari…) i sobretot la presència a la sala de nombrosos enemics de Rossini, confabulats per provocar un escàndol a base de xiulits i crits. El dia de l'estrena hi va haver una tempesta de bramuls i crits, rialles i desqualificacions que no jutjaven l'obra, sinó l'actitud "irreverent" de Rossini d'haver gosat tocar un tema tan entranyable pel públic del moment.

Els incidents de l'estrena a l'escenari ens han arribat amb detall.

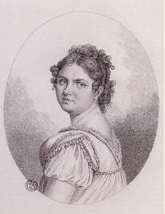
Geltrude Righetti, que va crear el paper de Rosina

Existeixen altres versions dels motius del fracàs del dia de l'estrena. El 1823, Righetti-Giorgio, la Rosina de l'estrena, va donar una famosa resposta a un article de Stendhal, titulat Cenni di una donna già cantante, sopra il Maestro Rossini.... En aquest treball destrossa diverses anècdotes relacionades amb Rossini i dona informació interessant sobre ell i les seves obres. També inclou la seva explicació de per què l'estrena d'El barber de Sevilla fou un fracàs. Explica que els problemes van començar quan el tenor Garcia va començar amb una serenata composta pel mateix cantant i autoritzada per Rossini. Inexplicablement mentre Garcia afinava l'instrument el públic va començar a riure. El tenor, molest, va cantar amb poc entusiasme, provocant encara més reacció en el públic. Tampoc va agradar que la soprano responia breument al tenor en comptes de l'acostumada cavatina. L'apoteosi negativa va arribar quan tots els cantants canten una frase còmicament lenta. Des d'una llotja es va sentir: els funerals del duc Cesarini!, cosa que va provocar una irrefrenable hilaritat general.

## Argument

### Acte I

#### Escena 1

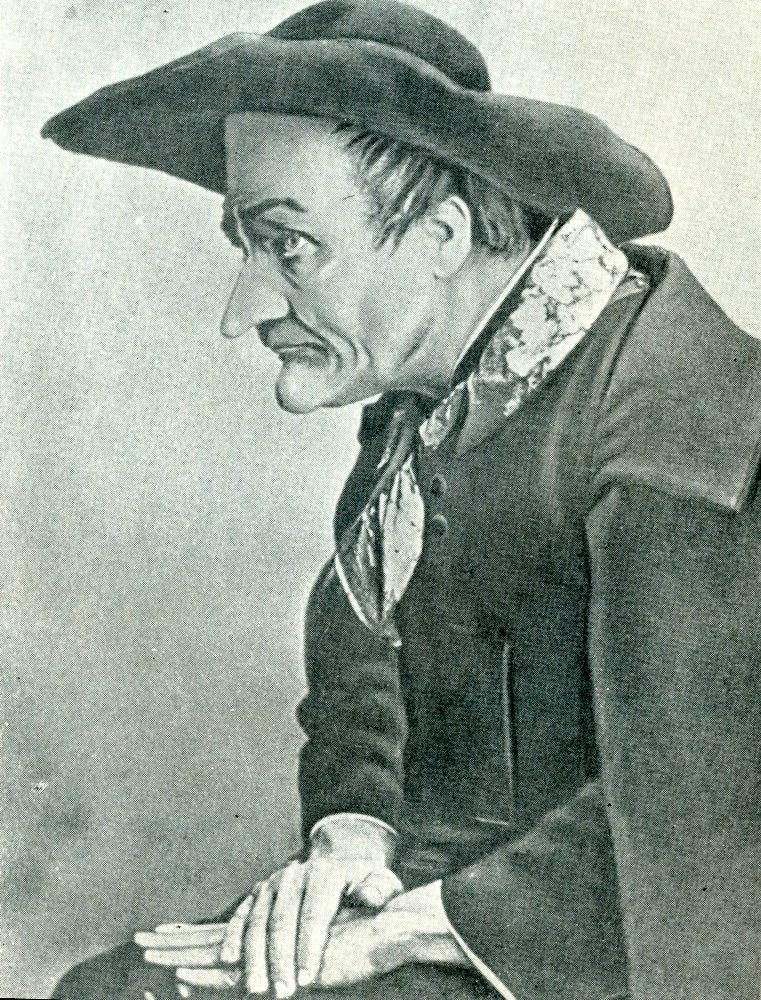
El baix rus Fiódor Xaliapin en el paper de Don Basilio el 1916

El Comte Almaviva està planejant com aconseguir entrar a la casa del doctor Bartolo per poder veure la bella Rosina i fer-se passar per un estudiant pobre anomenat Lindoro per tal de no ser reconegut per la seva riquesa i títols. Amb l'ajuda de Figaro, un barber de Sevilla, decideixen fer-ho entrando a casa del doctor Bartolo vestit de soldat, fingint estar ebri i demanant allotjament.

#### Escena 2

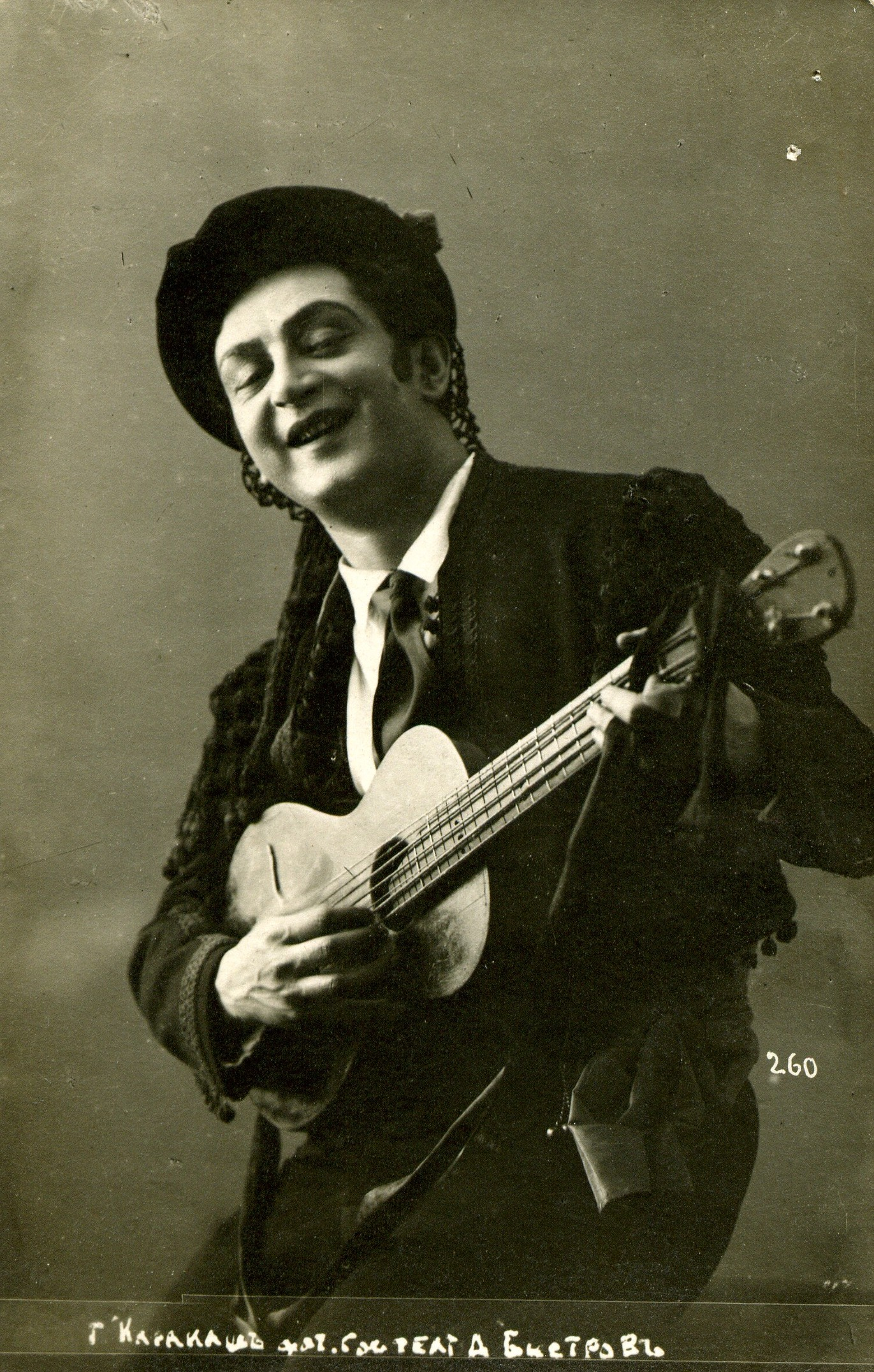
El baríton rus Mikhaïl Karakaix com a Figaro cap al 1910

Figaro informa a Rosina de la intenció del doctor Bartolo de casar-se amb ella aquell mateix dia. Rosina s'adona que el Comte Almaviva es disfressa com un soldat ebri per intentar veure-la, i li revela que ell és Lindoro. Mentre, Bartolo descobreix que Rosina ha escrit una carta i es disposa a tancar-la a casa. El comte Almaviva, com a soldat, es presenta a la casa i acaba alliberat quan presenta un document. El caos es crea quan l'oficial deté al Comte, i Bartolo explota de còlera.

### Acte II

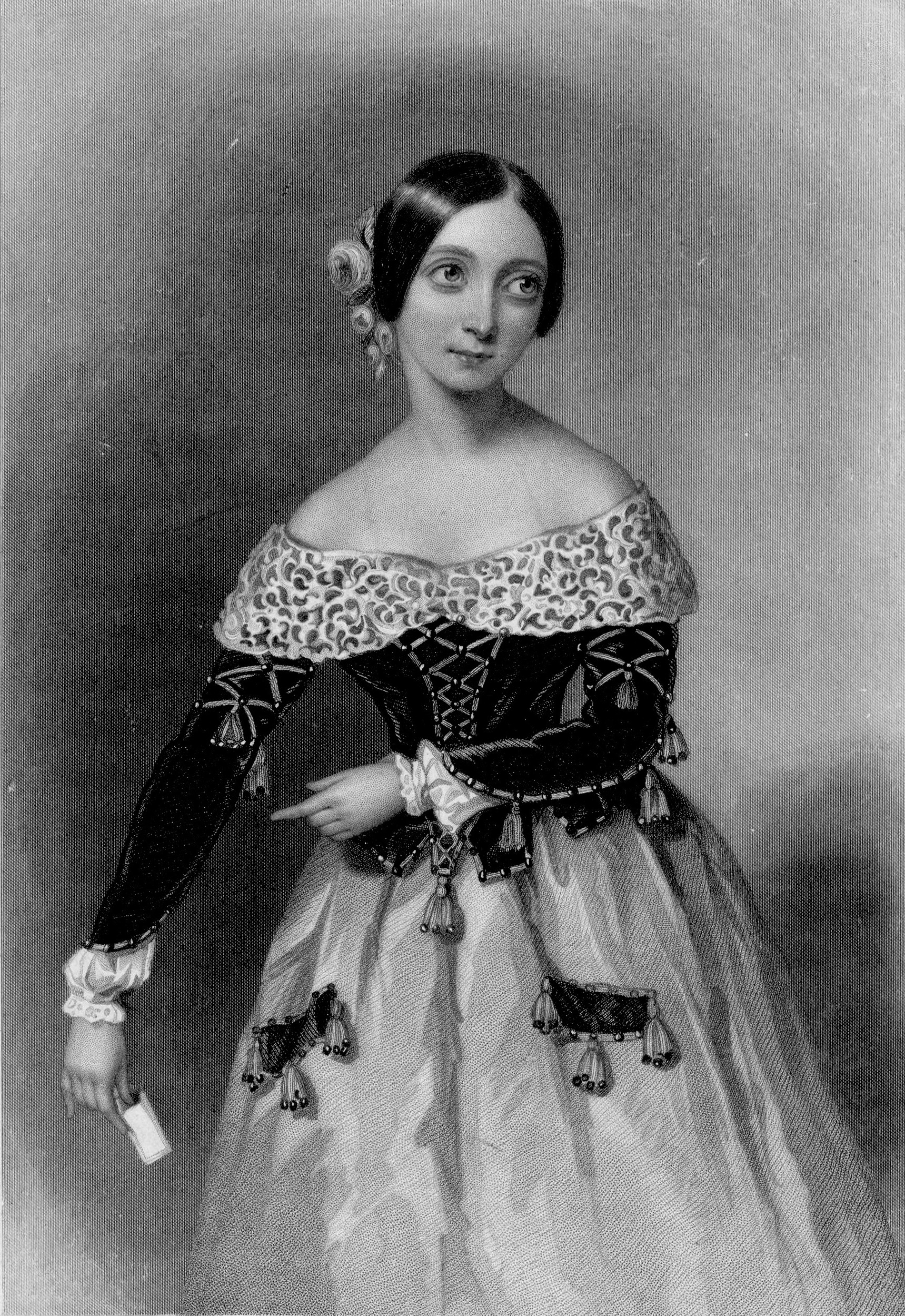
La soprano italiana Fanny Persiani com a Rosina el 1840

El Comte d'Almaviva es presenta disfressat de "Don Alonso", mestre de música, i guanya la confiança de Bartolo, fent-li creure que ha robat una nota escrita per Rosina. Mentre Bartolo esta absent, Rosina i el Comte es declaren novament el seu amor, i aquella mateixa nit el Comte i Figaro rapten a Rosina. Bartolo descobreix la disfressa del Comte i encarrega a Basilio fer venir immediatament al notari per casar-se amb Rosina aquella mateixa nit. Els enamorats, Rosina i el Comte, acaben casant-se amb l'ajuda de Figaro.

## Estructura

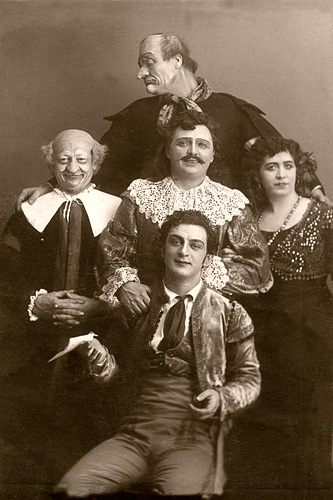
Representació del 15 de novembre de 1913 al Teatre Bolxoi de Moscou

- Simfonia (mi major)

### Acte I
- 1 Primera part
  - Cor Piano, pianissimo (Fiorello, Conte, Cor)
  - Cavatina Ecco, ridente in cielo (Conte)
  - després de la introducció (Recitatiu) Ehi, Fiorello?... (Conte, Fiorello, Cor)
- 2 Cavatina Largo al factotum (Figaro)
- 3 Cançó Se il mio nome saper voi bramate (Conte)
- 4 Duet All'idea di quel metallo (Figaro, Conte)
- 5 Cavatina Una voce poco fa (Rosina)
- 6 Ària La calunnia è un venticello (Basilio)
- 7 Duet Dunque io son... tu non m'inganni? (Rosina, Figaro)
- 8 Ària A un dottor della mia sorte (Bartolo)
- 9 Final I Ehi di casa... buona gente... (Rosina, Berta, Conte, Figaro, Bartolo, Basilio, Ufficiale, Cor)

### Acte II
- 10 Duet Pace e gioia sia con voi (Conte, Bartolo)
- 11 Ària Contro un cor che accende amore (Rosina)
- 12 Arietta Quando mi sei vicina (Bartolo)
- 13 Quintet Don Basilio!... (Rosina, Conte, Figaro, Bartolo, Basilio)
- 14 Ària Il vecchiotto cerca moglie (Berta)
- 15 Temporal
- 16 Trio Ah! qual colpo inaspettato (Rosina, Conte, Figaro)
- 17 Recitatiu instrumental Il Conte!... ah, che mai sento!... (Conte, Bartolo)
- 18 Ària Cessa di più resistere (Conte, Cor)
- 19 Final II Di sì felice innesto (Rosina, Berta, Conte, Figaro, Bartolo, Basilio, Cor)[13]

## Enregistraments

### Àudio
| Any  | Intèrprets (Rosina, Almaviva, Figaro)                    | Director Companyia d'òpera i orquestra                                  | Discogràfica                                         |
| ---- | -------------------------------------------------------- | ----------------------------------------------------------------------- | ---------------------------------------------------- |
| 1950 | Giulietta Simionato, Luigi Infantino, Giuseppe Taddei    | Fernando Previtali, Cor i orquestra de la RAI de Milà                   | Warner Fonit Cat: 5046 71224-2                       |
| 1954 | Antonietta Pastori, Nicola Monti, Rolando Panerai        | Carlo Maria Giulini, Orquestra simfònica i cors de la RAI               | Great Opera Performances Classics Cat: G.O.P. 66.104 |
| 1957 | Giulietta Simionato, Alvinio Misciano, Ettore Bastianini | Alberto Erede, Orquestra i cor del Maggio Musicale Fiorentino           | Decca Eloquence Cat 467 4112                         |
| 1957 | Maria Callas, Luigi Alva, Tito Gobbi                     | Alceo Galliera, Philharmonia Orchestra and Chorus                       | EMI Classics                                         |
| 1958 | Roberta Peters, Cesare Valletti, Robert Merrill          | Erich Leinsdorf, Metropolitan Opera Orchestra and Chorus                | RCA                                                  |
| 1962 | Victòria dels Àngels, Luigi Alva, Sesto Bruscantini      | Vittorio Gui, Royal Philharmonic Orchestra Glyndebourne Festival Chorus | EMI Classics Cat: 7243 567765 2 4                    |
| 1971 | Teresa Berganza, Luigi Alva, Hermann Prey                | Claudio Abbado, Orquestra Simfònica de Londres i cors                   | Deutsche Grammophon Cat: 457 7332                    |
| 1975 | Beverly Sills, Nicolai Gedda, Sherrill Milnes            | James Levine, Orquestra Simfònica de Londres, John Alldis Choir         | EMI Classics                                         |
| 1982 | Marilyn Horne, Paolo Barbacini, Leo Nucci                | Riccardo Chailly, Cor i orquestra del Teatro alla Scala, Milà           | Sony Classics                                        |
| 1983 | Agnes Baltsa, Francisco Araiza, Thomas Allen             | Neville Marriner, Ambrosian Opera Chorus                                | Decca, 2002                                          |
| 1987 | Luciana Serra, Rockwell Blake, Bruno Pola                | Bruno Campanella, Cor i orquestra del Teatro Regio di Torino            | Nuova Era                                            |
| 1993 | Kathleen Battle, Frank Lopardo, Plácido Domingo          | Claudio Abbado, Chamber Orchestra of Europe and Chorus                  | Deutsche Grammophon                                  |
| 1997 | Edita Gruberová, Juan Diego Flórez, Vladimir Chernov     | Ralf Weikert, Münchner Rundfunkorchester and Chorus (en viu)            | Nightingale Classics Cat: NC 004022                  |

### Vídeo
- 1946: Gobbi (Figaro); Corradi (Rosina); Tagliavini (Comte); De Taranto (Bartolo); Tajo (Basilio); Orquestra i cor de l'Òpera de Roma;Morelli (Director); una pel·lícula de Mario Costa. Pickwick VHS
- 1972: Prey (Figaro); Berganza (Rosina); Alva (Comte); Dara (Bartolo); Montarsolo (Basilio); Orquestra i cor deLa Scala; Abbado (Director); Ponnelle (Director). DG VHS/DVD
- 1982: Rawnsley (Figaro); Ewing (Rosina); Cossotti (Comte); Desderi (Bartolo); Furlanetto (Basilio);Orquestra i cor del Felstival de Glyndebourne; Cambrelling (Director); Cox (Director);Heather (Director del vídeo). Castle VHS/Warner DVD
- Nucci (Figaro); Battle (Rosina); Blake (Comte); Dara (Bartolo); Furlanetto (Basilio); Metropolitan Opera Chorus and Orchestra; Weikert (Director); Cox (Director); Large (Director del vídeo) DG VHS/DVD
- 1988: Quilico (Figaro); Bartoli (Rosina); Kuebler (Comte); Feller (Bartolo); Lloyd (Basilio); Cologne Opera Chorus/Stuttgart Radio Symphony Orchestra; Ferro (Director); Hampe (Director; Viller (Director del vídeo). RCA VHS/Art Haus Musik DVD
- 1992: Malis (Figaro); Larmore (Rosina); Croft (Comte); Netherlands Opera; Zedda (Director); Hulscher (Director). DVD
- Prey (Figaro); Koth (Rosina); Wunderlich (Comte); Proebstl (Bartolo); Hotter (Basilio); Orquestra i cor de l'Estat de Baviera; Keilberth (Director). Cantat en alemany. Legato Classics. VHS
- 2008:Francesco Meli (Comte); Bruno De Simone (Bartolo);Rinat Shaham (Rosina); Roberto Frontali (Figaro); Giovanni Furlanetto (Basilio); Giovanna Donadini; Antonino Fogliani (Director); Bepi Morassi (Director); Orquestra i cor del Teatro La Fenice de Venècia. Dynamic Cat.33597
- 2010: Spagnoli (Figaro); Di Donato (Rosina); Florez (Almaviva); Orchestra of the Royal Opera House; Royal Opera Chorus; Antonio Pappano (Director). Virgin Classics. DVD.

## Altres versions musicals
- Der Barbier von Seville, òpera còmica en quatre actes de Friedrich Ludwig Benda (1776)
- Il barbiere di Siviglia, dramma giocoso en quatre actes de Giovanni Paisiello (1782)
- Il barbiere di Siviglia, opera buffa de Nicolas Isouard (1796)
- Il barbiere di Siviglia, dramma giocoso en quatre actes de Francesco Morlacchi (1816)[1]